# Cheilodipterus singapurensis
Cheilodipterus singapurensis és una espècie de peix pertanyent a la família dels apogònids.

## Descripció
- Pot arribar a fer 18 cm de llargària màxima.
- 7 espines i 9 radis tous a l'aleta dorsal i 2 espines i 8-9 radis tous a l'anal.
- Els joves presenten una petita taca blanca a l'extrem de la base de la segona aleta dorsal, la qual pot ésser absent en els adults.[6][7]

## Reproducció
La maduresa sexual és assolida en arribar als 7-8 cm de longitud.

## Hàbitat
És un peix marí, associat als esculls i de clima tropical (20°N-20°S) que viu entre 2 i 10 m de fondària. Els joves acostumen a protegir-se entre les espines dels eriçons de mar.

## Distribució geogràfica
Es troba a Austràlia, la Xina, Indonèsia, el Japó (incloent-hi les illes Ryukyu), les illes Marshall, la Micronèsia, Nova Caledònia, Palau, les illes Filipines, Singapur, Taiwan i el Vietnam.

## Estat de conservació
Els seus principals problemes són la degradació del seu hàbitat (a causa de la contaminació i les pràctiques de pesca destructives) i la seua captura de manera ocasional per al comerç de peixos d'aquari, tot i que no hi és una espècie freqüent.

## Observacions
És inofensiu per als humans.